# Richard of Ilchester
Richard of Ilchester (auch Richard Hokelin, Tokeliv, Toclyve oder Tokelin; Richard Le Poer oder Poore) († 21. oder 22. Dezember 1188) war ein englischer Beamter, Diplomat und Geistlicher. Neben Ranulf de Glanville, Richard fitz Nigel und später, ab 1181, Hubert Walter gehörte Ilchester zu den engsten Ratgebern und Vertrauten von König Heinrich II. 1173 wurde er Bischof von Winchester.

## Herkunft und Familie
Richard wurde möglicherweise in Sock Dennis bei Ilchester in Somerset, aber sicher in der Diözese Bath geboren. In Sock Dennis besaß er später ein Lehen von Robert de Beauchamp. Vermutlich entstammte er einer Familie des Ritterstandes aus Somerset, doch seine genaue Herkunft ist ungeklärt. Nach Angaben von Bischof Gilbert Foliot war er mit ihm verwandt, und auch die Familie le Deneys, eine Familie des Ritterstandes, gehörte wohl zu Richards Verwandten. Möglicherweise war er verheiratet, bevor er in den geistlichen Stand trat, dies gilt aber als unwahrscheinlich. Er hatte mindestens zwei Söhne, die deshalb wohl unehelich waren. Diese, Richard und Herbert Poor wurden wie er Geistliche und stiegen ebenfalls zu Bischöfen auf.

## Beamter im Dienst von König Heinrich II.

### Start als Schreiber des Königs
Als Schreiber im Dienst von Robert, 1. Earl of Gloucester kam Ilchester während der Anarchie in Kontakt mit dem späteren König Heinrich II. Zu Beginn der 1150er Jahre stand er im Dienst von König Heinrich II. und wurde Richard of Sock genannt. 1154 verlieh ihm der König das Amt des King’s Remembrancer. In den 1160er Jahren bezeugte er zahlreiche Urkunden des Königs, vor allem in Westminster, Winchester und in Woodstock, doch mehrfach begleitete er den König auch in dessen französische Besitzungen. Durch seine Arbeit als Schreiber kam er spätestens 1159 mit dem königlichen Kanzler Thomas Becket in Kontakt. Wohl durch Beckets Einfluss wurde Ilchester 1162 oder 1163 Archidiakon von Poitiers, wo er später auch Schatzmeister der Diözese Poitiers wurde.

### Führender Unterstützer des Königs im Konflikt mit Thomas Becket
Trotz seiner bisherigen Zusammenarbeit mit Becket war Ilchester als königlicher Beamter und Verwandter von Bischof Gilbert Foliot einer der wichtigsten Unterstützer von Heinrich II. in dessen Streit mit Becket, als dieser Erzbischof von Canterbury geworden war. Ende 1163 sandte ihn der König zusammen mit Bischof Arnulf von Lisieux nach Frankreich, wo sie Papst Alexander III. aufsuchen sollten, um dessen Unterstützung im Streit mit Becket zu gewinnen. Ihre Mission blieb jedoch erfolglos, da der Papst weiter auf der Seite von Becket blieb. Noch 1163 oder Anfang 1164 soll Ilchester dann in die Diözese Poitiers gereist sein, um dort den Einfluss der kirchlichen Gerichte zu begrenzen. In Südwestfrankreich soll er die umstrittenen Constitutions of Clarendon verkündet und auf deren Einhaltung geachtet haben. Angeblich soll er 1164 auch Heinrichs Mutter, die Kaiserin Matilda, über die Haltung ihres Sohnes im Konflikt mit der Kirche unterrichtet haben. Dann gehörte Ilchester einer Gesandtschaft an, die versuchte, die Unterstützung des französischen Königs Ludwig VII. im Konflikt gegen Becket zu gewinnen. Danach reiste er erneut zu Verhandlungen mit Papst Alexander III. Am Pfingstsonntag im Mai 1165 nahm er zusammen mit John of Oxford im Auftrag des Königs am Hoftag in Würzburg teil. Dort versprach er den versammelten deutschen Fürsten, dass der englische König den Gegenpapst Paschalis III. unterstützen würde, wenn er im Gegenzug Unterstützung im Konflikt mit Thomas Becket erhalten würde. Angesichts dieser antipäpstlichen Politik konnte bislang wohl nur der Einfluss von Ilchesters Freund Johannes von Salisbury seine Exkommunikation verhindern. Als der Konflikt zwischen Heinrich II. und Becket sich weiter zuspitzte, gehörte Ilchester zu den königlichen Beamten, die von Becket am 12. Juni 1166 exkommuniziert wurden. Als Grund für Ilchesters Exkommunikation gab der Erzbischof vor allem dessen Kontakte mit dem Kölner Erzbischof Rainald von Dassel an, der einer der wichtigsten Unterstützer des Gegenpapstes war. Ilchesters Freund Ralph de Diceto riet ihm, die Kirchenstrafe mit Demut zu tragen, und der König hinderte einige Tempelritter daran, den Exkommunizierten öffentlich zu umarmen. Dennoch blieb Ilchester im Dienst des Königs und reiste vermutlich erneut als Gesandter nach Rom. Schließlich wurde im Januar 1168 oder bereits zuvor der über ihn verhängte Kirchenbann aufgehoben, was er wohl wieder dem Einfluss von Johannes von Salisbury und anderen Freunden zu verdanken hatte.
Am 15. Mai 1169 nahm Ilchester an einer von Bischof Gilbert Foliot einberufenen Versammlung von Geistlichen teil, die eine gemeinsame Beschwerde gegen Becket verfasste. Am 29. Mai 1169, am Himmelfahrtstag, exkommunizierte Becket daraufhin erneut Ilchester. 1170 reiste Ilchester nach Caen, von wo er im Juni zusammen mit den Bischöfen Heinrich II. von Bayeux und Froger von Sées den jungen Heinrich, den ältesten Sohn von Heinrich II. nach England begleitete. Dort wurde dieser am 14. Juni in Westminster zum Mitkönig gekrönt. Danach war Ilchester Anfang Oktober beim jungen Heinrich in Westminster, Mitte Oktober beim König in der Normandie und Anfang Dezember 1170 wieder beim jungen Heinrich in England. Dann reiste er wieder in die Normandie, um den König über den Verlauf des Streits des nach England zurückgekehrten Becket mit den Bischöfen zu informieren, die an der Krönung des jungen Heinrich teilgenommen hatten. Mit der Ermordung von Becket Ende Dezember 1170 durch Ritter des Königs endete der Konflikt dramatisch. Ilchester bereute nun, dass er Becket missverstanden hätte. Obwohl er selbst Geistlicher war, hatte Ilchester weniger der Kirche, sondern vorrangig den Interessen des Königs gedient. Dabei war er einer der engsten Unterstützer des Königs im Konflikt mit Becket gewesen. Dennoch hatte sein Ansehen als Geistlicher darunter nur wenig gelitten. 1173 unterstützte er den Bau einer Becket geweihten Kapelle in Portsea. Als mehrere Jahre lang kein Nachfolger Beckets als Erzbischof gefunden wurde, vermittelte Ilchester im März 1173, um einen größeren Konflikt über die Wahl eines neuen Erzbischofs zu verhindern. Er selbst wünschte sich die Wahl von Roger I. de Bailleul, dem Abt von Bec, der das Amt jedoch ablehnte.

### Königlicher Richter, Verwalter und Finanzbeamter
Zu Beginn der 1160er Jahre hatte Ilchester steigenden Einfluss auf die Rechtsprechung des Königs gewonnen. Als Vertrauter des Königs beeinflusste er diesen zugunsten von Bittstellern, wobei er zur Belohnung von diesen mehrere geistliche Pfründen erhielt. In der zweiten Hälfte der 1160er Jahre gehörte er als Richter zu den wichtigsten Beamten der königlichen Verwaltung in England. Zu Michaelis 1165 war er einer der königlichen Richter des Court of Exchequer. Von 1168 bis 1169 bereiste er als Richter mehrere Grafschaften in Süd- und Mittelengland sowie in den Midlands. Aufgrund seiner guten Beziehung zum König wurde er weiterhin oft um Unterstützung in Streitfällen gebeten. Neben diesen Aufgaben als Richter sowie seinem Dienst als Gesandter des Königs übernahm er noch zahlreiche weitere Aufgaben. Von 1168 bis 1169 organisierte er die Erhebung der Sondersteuer für die Heirat von Mathilde, der ältesten Tochter des Königs. Von Weihnachten 1166 bis zur Wahl eines neuen Bischofs 1173 war er für die Verwaltung der vakanten Diözese Lincoln zuständig. Diese Aufgabe übertrug er Herbert of Ilchester, der vermutlich sein Sohn war und dafür ein jährliches Gehalt in Höhe von £ 10 erhielt. Nach dem Tod von Richard Montagu übernahm Ilchester im April 1167 die einträgliche Verwaltung von dessen Besitzungen, bis 1178 oder 1179 der Erbe von Montagu volljährig wurde. Im Sommer 1171 übernahm er nach dem Tod von Bischof Heinrich von Blois die Verwaltung der Diözese Winchester und von Glastonbury Abbey. Dazu galt Ilchester als einer der führenden Beamten der königlichen Finanzverwaltung, der mit Erfolg höhere Zahlungen von den Sheriffs der Grafschaften einforderte.

## Bischof von Winchester

### Wirken als Bischof
Als der König 1173 mehrere Bistümer an ihm loyal dienende Geistliche vergab, erhielt Ilchester die Diözese Winchester. An die Mönche des Kathedralpriorats von Winchester soll der König den berühmten Brief geschrieben haben, in dem er ihnen befahl, eine freie Bischofswahl abzuhalten, in der sie aber als einzigen Kandidaten nur Richard, den Archidiakon von Poitiers wählen dürften. Die Wahl von Ilchester wurde dabei aber von angesehenen Geistlichen wie seinen Freunden Johannes von Salisbury und Gilbert Foliot unterstützt. Anscheinend wurde Ilchester am Himmelfahrtstag, am 17. Mai 1174, also noch vor seiner Weihe zum Bischof in Winchester inthronisiert. Am 5. oder 6. Oktober wurde er in Canterbury zum Bischof geweiht, worauf am 13. Oktober eine erneute Inthronisation in Winchester erfolgte. Mit seiner Erhebung zum Bischof legte Ilchester seine bisherigen geistlichen Ämter nieder. Aber auch als Bischof stand Ilchester weiter im Dienst des Königs. Dabei vernachlässigte er jedoch nicht seine Aufgaben als Bischof. Während seiner Abwesenheiten ernannte er befähigte Vertreter, und er gilt als erster Bischof, der in England einen ständigen Vertreter, einen Offizial, ernannte. Als Bischof arbeitete er an der Umsetzung des 1172 in Avranches mit dem Papst geschlossenen Kompromisses, um den König weiter mit der Kirche auszusöhnen. Seine lange Erfahrung als königlicher Richter half ihm bei der Erfüllung seiner gelegentlichen Aufgaben als beauftragter päpstlicher Richter für kirchliche Streitfälle. Auch die von den Päpsten erlassenen rechtlichen Vorgaben setzte er in seiner Diözese um.

### Weiterhin Beamter, Diplomat und Richter im Dienst des Königs
Während der Revolte von Heinrichs Söhnen von 1173 bis 1174 bekämpfte der König zunächst die Rebellion in seinen französischen Besitzungen. Mitte 1174 schickte der verzweifelte Justiciar Richard de Luci Ilchester nach Frankreich, um den König um dringende Hilfe zu bitten. Ilchester erreichte den König am 24. Juni in Bonneville und konnte ihn überzeugen, rasch nach England überzusetzen. Nach der Niederschlagung der Rebellion nahm Ilchester am 18. Mai 1175 an einer kirchlichen Ratsversammlung in Westminster teil, wo er zu den wichtigsten Ratgebern von Erzbischof Richard of Dover von Canterbury gehörte. Am 1. Juli nahm er an der königlichen Ratsversammlung in Woodstock teil, wo die Wahl eines neuen Bischofs von Norwich und die Neuwahl von mehreren Äbten diskutiert wurde. Als Ende Juli 1175 Kardinal Vibiano als päpstlicher Legat in England landete, reiste ihm Ilchester entgegen und nahm ihm den Eid ab, nichts zum Nachteil Englands oder des Königs zu tun. Im August bereitete er die Abreise von der Königstochter Johanna vor, die zu ihrer Hochzeit mit dem König von Sizilien reiste. Ende September 1175 reiste Ilchester in die Normandie, wo er wahrscheinlich eine führende Rolle bei der Reform der Finanzverwaltung übernahm. Im Juni 1177 sandte ihn der König zu Friedensverhandlungen mit dem französischen König Ludwig VII. Im September nahm er an dem Gerichtstag Heinrichs II. in Verneuil teil, anschließend bezeugte er mit den Vertrag von Ivry, der den Krieg mit Frankreich beendete. Am 21. März 1178 kehrte Ilchester nach fast 18 Monaten Abwesenheit nach England zurück.

### Letzte Jahre und Tod
Aufgrund seiner vielfältigen Verpflichtungen im Dienst des Königs wurde Ilchesters Abwesenheit beim Dritten Laterankonzil in Rom im März 1179 entschuldigt. 1179 gehörte er zu den fünf leitenden, vom König ernannten Richtern für England. Am 5. März 1180 gehörte er wieder einer Gesandtschaft an, die zum französischen König reiste, und am 28. Juni 1180 nahm er an der Erneuerung des Vertrags von Ivry teil. Vor Ende September 1180 war er nach England zurückgekehrt, wo er am 23. Oktober als Baron of the Exchequer zu Gericht saß. Am 21. Februar 1182 besuchte ihn der König in seinem Wohnsitz in Bishops Waltham in Hampshire. Dort machte der König ein Testament und setzte Ilchester als einen seiner Testamentsvollstrecker ein. 1182 und 1183 diente Ilchester wieder als Richter und als Baron of the Exchequer. Am 2. Dezember 1184 nahm er an der Ratsversammlung in Westminster teil, bei der Balduin von Exeter zum neuen Erzbischof von Canterbury bestimmt wurde. Am 10. April 1185 gehörte er zum Gefolge des Königs in Dover. Dort übernahm er vom Templerorden die Obhut über das Hospital of St Cross bei Winchester, dessen Plätze für Arme und Bedürftige er auf 213 erhöhte. Danach tritt Ilchester immer seltener in Erscheinung. Ende April 1186 besuchte der König seinen alten Vertrauten noch einmal in Marwell. Nach seinem Tod Ende 1188 wurde Ilchester in der Kathedrale von Winchester beigesetzt.